# Baudri de Borgueil
Baudri de Bourgueil o Balderic fou un cronista francès, nascut a Meung-sur-Loire vers el 1060 i mort el 1130, fou abat de Bourgueil, més tard bisbe de Dol-de-Bretagne el 1107. Va escriure, sota el títol de Historia Hierosolymitana, la història de la Primera Croada (1095-1099), i fou publicada en el recull de Jacques Bongars i la Vie de Robert d'Arbrissel, dins el recull de Joan Bolland.

## Publicacions
- La Vie du bienheureux Robert d'Arbrissel, fondateur de l'ordre de Fontevraud (per Baldéric, traduït per Sebastien Ganot). - Les Maximes de la vie spirituelle tirées de la vie de l'esprit et de la conduite du bienheureux Robert d'Arbrissel,... La Flèche, G. Griveau, 1648.